# 小川陽一
小川 陽一（おがわ よういち、1934年 - 2024年1月20日）は、日本の中国学者。東北大学名誉教授。

## 経歴
1934年、新潟県で生まれた。東北大学大学院中国文学修士課程を修了。
愛知県立大学、福島大学、山形大学などで教え、東北大学教養部教授。1993年、学位論文『日用類書による明清小説の研究』を東北大学に提出して文学博士号を取得。1997年に東北大学を定年退官し、名誉教授となった。その後は大東文化大学中国文学科教授を2005年まで務めた。

## 研究内容・業績
専門は中国文学で、明清代の小説、日用類書の研究を専門とした。

## 家族・親族
- 甥：名和敏光は中国思想史研究者。山梨県立大学准教授[要出典]。

## 著作
著書
- 『乱世に咲く花：三国志演義』日中出版(中国古典招待) 1988
- 『日用類書による明清小説の研究』研文出版 1995

- 『中国の肖像画文学』研文出版 2005
- 『明代の遊郭事情：風月機関』汲古書院 2006

編纂・翻訳
- 『三言二拍本事論考集成』新典社 1981
- 『紅楼夢入門』蒋和森訳、日中出版 1985

共編
- 坂出祥伸共編
  - 『五車拔錦』(全2巻) 汲古書院(中國日用類書集成) 1999
  - 『三台萬用正宗』(全3巻) 汲古書院(中國日用類書集成) 2000
  - 『五車萬寶全書』(全2巻) 汲古書院(中國日用類書集成) 2001
  - 『萬書淵海』(全2巻) 汲古書院(中國日用類書集成) 2001
  - 『萬用正宗不求人』(全2巻) 汲古書院(中國日用類書集成) 2003
  - 『妙錦萬寶全書』(全3巻) 汲古書院(中國日用類書集成) 2003-2004